# Чемпионат России по пляжному самбо 2023
3-й чемпионат России по пляжному самбо прошёл в городе Оренбург 20-22 июня 2023 года в спортивно-концертном комплексе «Оренбуржье». Участники соревновались в 8 весовых категориях (4 — у женщин и 4 — у мужчин) и в состязаниях смешанных команд. Главным судьёй соревнований был Игорь Пшеничных из Кинешмы, главным секретарём — Айнур Зарипов (Татарстан).
Соревнования были отборочными на чемпионат мира по пляжному самбо 2023 года в городе Хуан-Долио (Доминиканская Республика).

## Медалисты

### Мужчины
| Весовая категория | Золото                          | Серебро                           | Бронза                                                |
| ----------------- | ------------------------------- | --------------------------------- | ----------------------------------------------------- |
| до 58 кг          | Дамир Шамсутдинов Верхняя Пышма | Михаил Даниелян Курганинск        | Эдуард Мурадян Армавир Рудольф Яврумян Армавир        |
| до 71 кг          | Шамиль Тюряев Москва            | Абумуслим Махдиев Курганинск      | Рамазан Элаев Кострома Егор Смертин Верхняя Пышма     |
| до 88 кг          | Антон Суровцев Москва           | Турпалали Гусиханов Верхняя Пышма | Руслан Абдулмеджидов Москва Александр Дурноян Анапа   |
| свыше 88 кг       | Артур Хапцев Верхняя Пышма      | Степан Солдатенков Королёв        | Дмитрий Торгашов Верхняя Пышма Матвей Епифанов Москва |

### Женщины
| Весовая категория | Золото                        | Серебро                      | Бронза                                                           |
| ----------------- | ----------------------------- | ---------------------------- | ---------------------------------------------------------------- |
| до 50 кг          | Оксана Кобелева Екатеринбург  | Виктория Баранова Королёв    | Мария Молчанова Краснокамск Полина Крупская Москва               |
| до 59 кг          | Екатерина Цыберт Екатеринбург | Эльмира Кахраманова Мытищи   | Валентина Штенцова Екатеринбург Анастасия Трофимова Екатеринбург |
| до 72 кг          | Валерия Ломакина Москва       | Олеся Посылкина Екатеринбург | Яна Полякова Екатеринбург Софья Истомина Екатеринбург            |
| свыше 72 кг       | Олеся Ткаченко Екатеринбург   | Гюльназ Азизова Москва       | Альбина Чоломбитько Екатеринбург Мария Шекерова Казань           |

### Смешанные команды
| Весовая категория | Золото                      | Серебро | Бронза                                                      |
| ----------------- | --------------------------- | ------- | ----------------------------------------------------------- |
| до 50 кг          | Уральский федеральный округ | Москва  | Приволжский федеральный округ Центральный федеральный округ |